# Brent Cross (Metropolitano de Londres)
Brent Cross é uma estação do Metrô de Londres localizada na Highfield Avenue, na área de Golders Green, no noroeste de Londres. A estação é um edifício listado como Grau II.
A estação fica no ramal de Edgware da linha Northern, entre as estações Hendon Central e Golders Green, e na Zona 3 do Travelcard. O Brent Cross shopping centre é equidistante entre esta estação e a estação Hendon Central.

## História
A estação foi projetada pelo arquiteto Stanley Heaps e inaugurada como Brent, o nome do rio próximo, em 19 de novembro de 1923. Foi a primeira estação da extensão do que era então conhecido como Hampstead & Highgate Line.
A extensão foi planejada antes da Primeira Guerra Mundial, quando a estação se chamaria "Woodstock". Foi renomeada de Brent para o nome atual na abertura do shopping em 2 de março de 1976.
Dois circuitos de passagem foram construídos na estação, pouco depois de sua inauguração, para permitir que trens rápidos ultrapassassem os mais lentos aqui, mas esses trilhos extras foram removidos na década de 1930. As pontes sobre a Highfield Avenue refletem essa largura extra.

## Desenvolvimento
Um pedido de planejamento, registrado em março de 2008, para a área próxima de Brent Cross melhoraria os serviços de ônibus que passam pela estação.

## Conexões
As rotas 112, 210 e 232 dos ônibus de Londres servem a estação.